# جایزه بروس
جایزهٔ بروس یا مدال طلای کاترین وولف بروس (به انگلیسی: Bruce Medal)، مدالی است که هر ساله توسط انجمن اخترشناسی پاسیفیک (اقیانوس آرام) (اِی‌اس پی یا اسپ ASP) برای قدردانی و پاداش کمک‌های مداوم و دراز مدت به اخترشناسی اعطا می‌شود. این مدال که به نام کاترین وولف بروس، حامی آمریکایی اخترشناسی نامگذاری شده برای نخستین‌بار در سال ۱۸۹۸ اهدا شد. این جایزه یکی از بالاترین افتخارات در زمینهٔ اخترشناسی شناخته شده‌است.

## فهرست برندگان مدال بروس

### سال‌های پیش از آغاز سدهٔ بیستم
- ۱۸۹۸ - سیمون نیوکام اخترشناس و ریاضیدان آمریکایی، کانادایی
- ۱۸۹۹ - آرتور آوورس اخترشناس اهل آلمان

### دههٔ نخست سدهٔ بیستم
- ۱۹۰۰ دیوید گیل اخترشناس اهل اسکاتلند
- ۱۹۰۲ جووانی اسکیاپارلیاهل ایتالیا
- ۱۹۰۴ ویلیام هاگینز اخترشناس بریتانیایی
- ۱۹۰۶ هرمان کارل فوگل اخترشناس اهل آلمان
- ۱۹۰۸ ادوارد چارلز پیکرینگ اخترشناس آمریکایی
- ۱۹۰۹ جورج ویلیام هیل اخترشناس و ریاضی‌دان اهل آمریکا

### دههٔ دوم سدهٔ بیستم
- ۱۹۱۱ آنری پوانکاره ریاضیدان، فیزیکدان نظری، مهندس و فیلسوف علم فرانسوی
- ۱۹۱۳ یاکوبس کاپتین اخترشناس اهل هلند
- ۱۹۱۴ یوهان اسکار باکلوند اخترشناس سوئدی- روسی
- ۱۹۱۵ ویلیام والاس کمبل اخترشناس اهل آمریکا
- ۱۹۱۶ جرج الری هیل اخترشناس اهل آمریکا
- ۱۹۱۷ ادوارد امرسون برنارد اخترشناس یابندهٔ ستاره بارنارد، اهل آمریکا

### دههٔ سوم سدهٔ بیستم
- ۱۹۲۰ ارنست ویلیام براون ریاضیدان، و اخترشناس اهل آمریکا
- ۱۹۲۱ هنری الکساندر دسلندر اخترشناس اهل فرانسه
- ۱۹۲۲ فرانک واتسون دایسون اخترشناس اهل انگلستان
- ۱۹۲۳ بنیامین بیلاود اخترشناس اهل فرانسه
- ۱۹۲۴ آرتور استنلی ادینگتون اخترشناس بریتانیایی
- ۱۹۲۵ هنری نوریس راسل اخترشناس آمریکایی
- ۱۹۲۶ رابرت گرانت آیتکن اخترشناس اهل آمریکا
- ۱۹۲۷ هربرت هال ترنر اخترشناس اهل بریتانیا
- ۱۹۲۸ والتر سیدنی آدامز اخترشناس اهل آمریکا
- ۱۹۲۹ فرانک شلسینگر اخترشناس اهل آمریکا